# 吉苏娜
吉苏娜（英語：Kisona Selvaduray，羅馬化：Kicōṉā Celvaturai，1998年10月1日—），全名吉苏娜·施华杜蕾，馬來西亞女子羽毛球運動員。

## 簡歷

### 早年
吉蘇娜出生於森美蘭並在家中排行老幺，她的父親是一名警察和教練，並在4歲的時候開始學習打羽毛球，由於當時沒有屬於自己的交通工具，吉蘇娜需要從巴士站走4公里的路程才能到達訓練的地方。吉苏娜小学时于森美兰州芙蓉市亚沙马华华文小学就读，因此可操流利华语，并会书写汉字。她自小与华裔相处，中文名为“吉苏娜”，在淡米尔语中有美丽的意思。

### 青年賽時期
2013年8月，年僅15歲的吉蘇娜出戰在中國南京舉行的亞洲青年運動會女子單打項目，她從首圈一路戰勝到半決賽，最後以0比2不敵中國的秦金晶，隨後吉蘇娜轉戰季軍賽，硬碰馬來西亞隊友兼賽會的四號種子何艷美，以直落兩局拿下季軍。
2016年7月，吉蘇娜出戰在泰國曼谷舉行的亞洲青年羽毛球錦標賽女子單打項目，他在首圈先以兩局21比3擊退蒙古的巴琪梅格。半準決賽上，她迎戰的是中國、賽會三號種子陳雨菲，吉蘇娜遭對手直落兩局（8比21、14比21）拿下，無緣晉級八強賽。

### 2017年 - 2018年：首奪國際賽冠軍、泰國大師賽四強
2017年5月，吉苏娜出戰印尼羽毛球國際系列賽女子單打項目，並在決賽中以2比1的成績（10-21、21-16、21-19）擊敗了東道主兼3號種子格蕾戈丽亚·玛丽斯卡·东宗，奪得個人羽球生涯中的首個國際賽冠軍。2017年7月，吉苏娜出戰馬來西亞羽毛球國際系列賽女子單打項目，並在決賽中以2比1的成績（16-21、21-15、21-17）擊敗了隊友兼頭號種子李盈盈，順利拿下第二個冠軍。
2018年1月，吉蘇娜出戰世界羽聯世界巡迴賽第五級別的泰國羽毛球大師賽女子單打項目。吉蘇娜一路戰勝各國好手首次闖進超級300賽的準決賽，以1比2（21比14、21比9、21比11）敗給泰國兼賽會的三號種子蓬帕威·磋楚翁，雖然無緣晉級決賽但這是目前吉蘇娜職業生涯中的最佳戰績。2018年3月，吉蘇娜參與超級100賽級別的奧爾良羽毛球大師賽最後以1比2負於印尼的鲁斯丽·哈塔万，止步八強。2018年11月，吉蘇娜以衛冕冠軍以及四號種子的身份出征馬來西亞羽毛球國際系列賽，並在決賽中以2比1（14比21、21比7、21比19）逆轉中華台北的梁庭瑜，成功衛冕。

### 2019年：東運會金牌
2019年6月，吉蘇娜第三次出擊征戰馬來西亞羽毛球國際系列賽女子單打項目。在準決賽中，她以1比2（11比21、21比15、23比25）惜敗印尼、賽會七號種子選手斯里·發瑪瓦蒂，無緣三連冠。隨後，吉蘇娜在8月轉戰歐洲賽事，她先是在希臘羽毛球公開賽決賽中直落兩局擊敗緬甸以及賽會的三號種子選手德·塔·圖薩，斬獲了她在傷愈後的首座冠軍。之後，吉蘇娜征戰保加利亞羽毛球國際賽，在準決賽中以1比2不敵賽會頭號種子、土耳其的內斯里漢·伊吉特，無緣決賽。2019年9月，吉蘇娜以賽會八號種子身份出征雪梨羽毛球國際賽，在決賽中對壘日本的海老原詩織。經過36分鐘的激戰，吉蘇娜以2比0（21比18、21比13）拿下對手，奪得今年的第二個冠軍。2019年12月，吉蘇娜出戰在菲律賓馬尼拉舉行的東南亞運動會羽毛球女子單打項目，先是在準決賽中耗時62分鐘爆冷以2比1（11比21、27比25、21比14）逆轉賽會二號種子、泰國的妮查恩·金达蓬。後在決賽中對壘印尼的鲁斯丽·哈塔万也同樣以2比1逆轉對手，成功為馬來西亞衛冕上一屆由吳堇溦奪得的女子單打金牌。

### 2020年 - 2021年：確診冠病19、遭種族歧視事件
2021年1月，因2019冠狀病毒病肆虐導致眾多比賽取消，世界羽聯額外舉辦了YONEX泰國羽毛球公開賽和TOYOTA泰國羽毛球公開賽，以決定世界羽聯世界巡迴賽總決賽的參賽資格。由於眾多選手因確診2019冠狀病毒病退賽，吉蘇娜得以候補的身份參與以上兩項比賽。吉蘇娜在YONEX泰國羽毛球公開賽的首圈對手為印度的塞娜·內維爾，塞娜原先因2019冠狀病毒病檢測為陽性而退賽，但隨後塞娜被確實為假陽性導致重賽，最後吉蘇娜以兩局15比21不敵，止步首圈。一星期後舉行的TOYOTA泰國羽毛球公開賽，吉蘇娜先在首圈直落兩局擊退埃及的多哈·哈尼，而在次圈硬碰2019年世錦賽冠軍得主、印度的普萨拉·文卡塔·辛杜，吉蘇娜遭對手直落兩局拿下。2021年3月，吉蘇娜因中國、韓國以及印尼眾多選手的退賽得以參加全英羽毛球公開賽，她在首圈對壘的是賽會八號種子兼泰國的布桑蘭·恩布魯龐，以0比2不敵對手落敗，首戰全英賽即以首圈止步告終。
2021年6月，吉蘇娜以四號種子的身份出戰西班牙羽毛球國際賽，她先在準決賽中直落兩局拿下法國的耶尔·瓦约隨後在決賽中會師隊友、兩屆世青賽冠軍吳堇溦，吉蘇娜同樣以2比0（21比14、21比19）擊敗對手奪得冠軍，該賽事積分也讓吉蘇娜的世界羽聯世界排名達到新高第53名。其後，馬來西亞羽毛球協會宣佈從西班牙國際賽的球員當中有六位國手的冠病檢測結果呈陽性其中包括吉蘇娜在內。2021年9月，吉蘇娜以第一女單的身份與馬來西亞國家羽毛球隊一起出征在芬蘭萬塔舉行的蘇迪曼盃。馬來西亞在小組賽中的第一輪對手是英格蘭，吉蘇娜被安排與世界排名176的阿比盖尔·霍尔登對戰，吉蘇娜遭對手以兩局結束比賽，未能幫助馬來西亞拿下女單一分。隨後，馬來西亞在小組賽中對壘日本，吉蘇娜以兩局14比21不敵山口茜，馬來西亞以小組賽副盟晉級八強賽。八強賽上，吉蘇娜對壘的是2017年世青賽冠軍、印尼的格蕾戈丽亚·玛丽斯卡·东宗，吉蘇娜以1比2（20比22、21比18、19比21）落敗，但最終馬來西亞還是以3比2的成績擊敗印尼，晉級半決賽。半決賽上，馬來西亞再次硬碰日本，吉蘇娜再次對壘山口茜但依然遭對手0比2結束比賽，最後馬來西亞以1比3的成績不敵日本，闊別12年後再次奪得蘇迪曼盃季軍。經與印尼一役後，有一位馬來西亞網民在個人臉書上發表帶有種族歧視的文章攻擊吉蘇娜，這位名為Borhan Che Rahim的網民寫到“大馬羽總從鄉區撿來的“吉靈人”（对印度人的歧视语）如何能擔任大馬隊主力？”，此貼一傳開便得到大量其他網民的批評。馬來西亞羽毛球協會也在臉書上公開發文譴責這位網民的種族言論，時任马来西亚青年及体育部长阿末法依沙也強調完全不能接受這種種族主義言論。以馬來西亞印裔為主的國大黨也針對此事件向警方報案，吉蘇娜的父親也向警方報案，要求徹查。隨後，該網民的身份被指為吉蘭丹巴西富地土著團結黨副主席，他在事情發生後便迅速公開向吉蘇娜和全馬印裔道歉以及辭去黨內職位。
2022年，吉苏娜選擇退出國家隊。12月19日，大馬羽總宣布吉苏娜自國家隊除名。

## 主要比賽成績
只列出曾進入準決賽的國際賽事成績：
| 年份   | 賽事                         | 公開賽級別 | 項目     | 拍檔   | 成績   |
| ------ | ---------------------------- | ---------- | -------- | ------ | ------ |
| 2013年 | 樂魚羽毛球國際系列賽         | 國際系列賽 | 女子單打 | －     | 準決賽 |
| 2013年 | 亞洲青年運動會羽毛球比賽     | 其他       | 女子單打 | －     | 銅牌   |
| 2017年 | 印尼羽毛球國際系列賽         | 國際系列賽 | 女子單打 | －     | 冠軍   |
| 2017年 | 馬來西亞羽毛球國際系列賽     | 國際系列賽 | 女子單打 | －     | 冠軍   |
| 2018年 | 泰國羽毛球大師賽             | 超級300賽  | 女子單打 | －     | 準決賽 |
| 2018年 | 馬來西亞羽毛球國際系列賽     | 國際系列賽 | 女子單打 | －     | 冠軍   |
| 2019年 | 馬來西亞羽毛球國際系列賽     | 國際系列賽 | 女子單打 | －     | 準決賽 |
| 2019年 | 希臘羽毛球公開賽             | 國際系列賽 | 女子單打 | －     | 冠軍   |
| 2019年 | 保加利亞羽毛球公開賽         | 國際系列賽 | 女子單打 | －     | 準決賽 |
| 2019年 | 雪梨羽毛球國際賽             | 國際系列賽 | 女子單打 | －     | 冠軍   |
| 2019年 | 東南亞運動會羽毛球比賽       | 其他       | 女子團體 | －     | 銅牌   |
| 2019年 | 東南亞運動會羽毛球比賽       | 其他       | 女子單打 | －     | 金牌   |
| 2020年 | 亞洲羽毛球團體錦標賽         | 其他       | 女子團體 | －     | 季軍   |
| 2021年 | 西班牙羽毛球國際賽           | 國際挑戰賽 | 女子單打 | －     | 冠軍   |
| 2021年 | 蘇迪曼盃                     | 其他       | 混合團體 | －     | 季軍   |
| 2022年 | 亞洲羽毛球團體錦標賽         | 其他       | 女子團體 | －     | 季軍   |
| 2023年 | 夏季世界大學運動會羽毛球比賽 | 其他       | 混合團體 | －     | 銅牌   |
| 2024年 | 荷蘭羽毛球公開賽             | 國際挑戰賽 | 女子單打 | －     | 冠軍   |
| 2024年 | 蘇格蘭羽毛球公開賽           | 國際挑戰賽 | 女子單打 | －     | 準決賽 |
| 2024年 | 尼泊爾羽毛球國際挑戰賽       | 國際挑戰賽 | 女子雙打 | 葉睿晨 | 冠軍   |

| 2007-2017年 | 首要超級賽 | 超級賽 | 黃金大獎賽 | 大獎賽 | 國際挑戰賽 | 國際系列賽 | 未來系列賽 | 其他 |

| 2018-2026年 | 總決賽 | 超級1000賽 | 超級750賽 | 超級500賽 | 超級300賽 | 超級100賽 | 國際挑戰賽 | 國際系列賽 | 未來系列賽 | 其他 |

### 奧運會和世錦賽參賽紀錄
|          | 2021 | 2022 | 2023 |
| -------- | ---- | ---- | ---- |
| 女子單打 | 64強 | 64強 | 64強 |